# Alejandro Nadal
Alejandro Nadal Egea (?-Ciudad de México, 17 de marzo de 2020) fue un economista mexicano, doctor en Economía por la Universidad de París X, profesor e investigador de economía en el Centro de Estudios Económicos de El Colegio de México en las áreas de teoría económica comparada y economía del cambio técnico. Publicó semanalmente en el periódico La Jornada de México, y también pueden encontrarse, entre otras, en la revista en papel y en línea Sin permiso.

## Datos académicos
Alejandro Nadal fue desde 1981 doctor en economía por la Universidad de París-X. Fue profesor en el Centro de Estudios Económicos de El Colegio de México. Investigó en las áreas de Teoría económica comparada, economía del cambio técnico y siendo especialista en Teoría del equilibrio general, trayectorias tecnológicas y manejo de recursos naturales.

## Pensamiento

### Críticas a la teoría económica neoclásica
Desde posiciones de izquierdas, criticó el neoliberalismo y el liberalismo tradicional económico de la teoría económica. Criticó las carencias del modelo de Adam Smith y los precursores de la teoría economía liberal tradicional ya que no consideran la moneda

### Neoliberalismo del último tercio delsigloXX: caída de la tasa de ganancia y crisis de 2008-2011
La expansión del neoliberalismo durante el último tercio del siglo XX habría sido provocada por una caída de la tasa de ganancia que se habría solucionado desarticulando el vínculo tradicional entre salarios, ingresos y demanda agregada lo que socavaría las propias bases de la economía capitalista a nivel mundial. La congelación real de los salarios de los trabajadores habría sido compensada –con el objeto para garantizar la demanda agregada y seguir permitiendo una alta tasa de ganancia– por un sobrendeudamiento de las capas medias y trabajadoras de la población –financiarización de la economía–. Las consecuencias de este proceso son múltiples, la crisis económica de 2008-2011 a nivel mundial será la evidencia de un modelo agotado con graves consecuencias: desempleo, desigualdad y pobreza de numerosas naciones. Para Alejandro Nadal Cuando se produce un colapso de la demanda agregada, la inversión se detiene y, con ella, se frena la generación de empleo. Eso conduce a una más intensa caída de la demanda agregada y así, en un círculo vicioso, se llega a la depresión. La demanda puede apoyarse en el gasto público, pero hoy la reacción neoliberal impide utilizar este instrumento.

## Fallecimiento
Falleció en el Hospital de Ciudad de México el 19 de marzo de 2020.

## Publicaciones

### Libros
Los libros escritos, editados y compilados por Alejandro Nadal son los siguientes:
- 2011 - Alejandro Nadal Rethinking Macroeconomics for Sustainability, Zed Books, Londres, 2011.
- 2007 - Alejandro Nadal (Comp),Desarrollo Sustentable y Cambio Global, Obras escogidas de Víctor L. Urquidi, El Colegio de México, México.
- 2006 - Alejandro Nadal y Francisco Aguayo (eds.), Experiencias de crisis y estrategias de desarrollo. Autonomía económica y globalización, México, El Colegio de México.
- 2004 - Alejandro Nadal y Frank Ackerman, The Flawed Foundations of General Equilibrium: Critical Essays in Economic Theory, Routledge, Londres 2004.

### Artículos de Alejandro Nadal
Algunas de sus más recientes publicaciones en revistas son:
- 2011 - Redesigning the World’s Trading System for Sustainable Development, en Adil Najam, Mark Halle and Ricardo Melendez (Eds.) Trade and Environment: Visions from the South. Palgrave Macmillan.
- 2007 - Ciencia y tecnología en el desarrollo sustentable en México”, en J.L. Calva, Recursos humanos, ciencia, tecnología y competitividad. D.F. UNAM y Editorial Taurus, 2007.
- 2007 - Medio ambiente y desarrollo sustentable en México”, en J.L. Calva, Sustentabilidad y desarrollo ambiental. D.F. UNAM y Editorial Taurus, 2007.
- 2006 - Estabilidad y flujos de capital en el modelo de economía abierta” en Experiencias de crisis y estrategias de desarrollo, Autonomía económica y globalización, Alejandro Nadal y Francisco Aguayo (Eds.), El Colegio de México, 2006.
- 2006 - Estado y tendencias de los servicios ecosistémicos, en CONABIO 2006. Capital natural y bienestar social, Redacta y Gaia Editores. México 2006.
- 2006 - México’s corn-producing sector: A Commentary, Agriculture and Human Values, vol. 23, Springer, 2006. 33-36.
- 2005 - Los costos ambientales de la liberalización agrícola: El comercio de maíz entre México y Estados Unidos en el marco del NAFTA, en Globalización y Medio Ambiente. Lecciones desde las Américas. San Marino, 2005. Hernán Blanco, Luciana Togeiro de Almeida y Kevin P., Gallagher (Eds).
- 2004 - México: Worse than your Know, The Bulletin of the Atomic Scientists, Vol. 60, No. 2, núm. marzo/abril de 2004. pp. 27-29.
- 2004 - The Environmental Costs of Agricultural Trade Liberalization: US.-Mexico Maize Trade Under NAFTA, Globalization and the Environment: Lessons from the Americas. Washington, DC. Heinrich Böll Foundation North America, 2004. pp 29-32. (con Timothy A. Wise)
- 2004 - Trade: FTAA, NAFTA Myths, and lessons for Latin America en South-North Development Monitor. Ginebra. Third World Network, 2004 (con Francisco Aguayo y Marcos Chávez)